# Сидорово (Грязовецький район)
Си́дорово (рос. Сидорово) — село у складі Грязовецького району Вологодської області, Росія. Адміністративний центр Сидоровського сільського поселення.

## Населення
Населення — 535 осіб (2010; 645 у 2002).
Національний склад (станом на 2002 рік):
- росіяни — 100 %